# سرداهار
سرداهار (به لاتین: Sərdahar) یک منطقه مسکونی در جمهوری آذربایجان است که در شهرستان اسماعیل‌لی واقع شده‌است. سرداهار ۱۹۳ نفر جمعیت دارد.